# Måns Gadd
Måns Gadd (Gad eller Nils Månsson), född i slutet av 1400-talet, var en svensk kyrkomålare.
Gadd var verksam som kyrkomålare i Hälsingland under 1520-1530-talen. Genom uppteckningar av kulturhistorikern och prästen i Hudiksvall Olof Broman och prästen Nils Wettersten vet man att valven i Forsa kyrka haft en rad framställningar med scener ur Jesus barndomshistoria, änglar och kyrkofäder. Det har även funnits flera vapensköldar målade i valven av vilka en i det västra var målarens egen vapensköld. Under skölden kunde man läsa Bekiännis iak Maans Malare Gahd ath thenna sköld bär i sik mina märke och namn. Han var troligtvis även verksam i Delsbo kyrka och Järvsö kyrka. Målningarna har genom åren blivit överkalkade och senare blev kyrkorna rivna. Gadds arbeten betecknar en övergång till renässansmåleriet i Sverige.